# Estrie
Estrie, antiguamente Cantons-de-l'Est, es una región administrativa de la provincia canadiense de Quebec, situada en la frontera con los Estados Unidos. La región está dividida en 7 municipios regionales de Condado (MRC) o territorios equivalentes (TE) y 89 municipios.

## Geografía

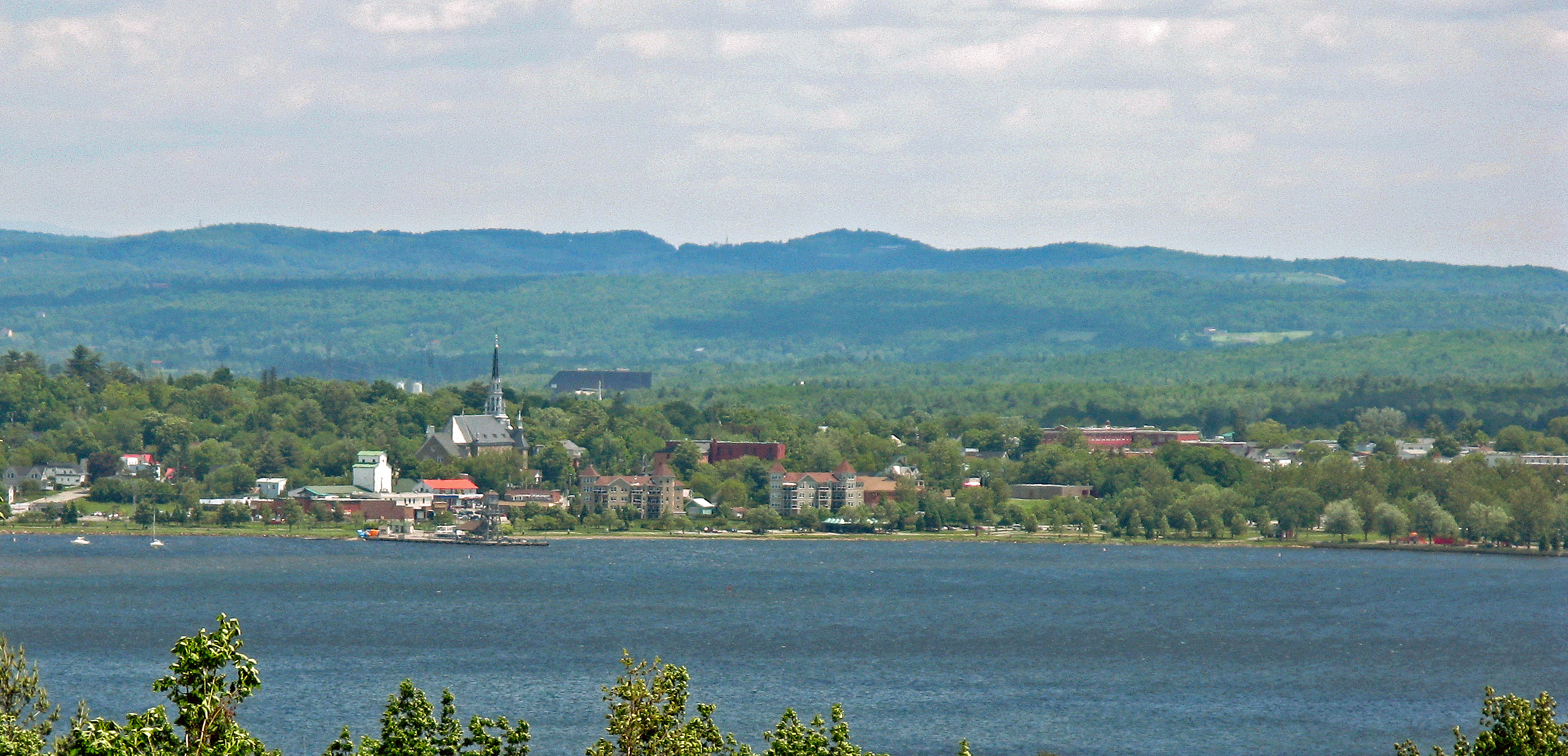
Lago Memphrémagog y ciudad de Magog

Estrie es una región situada al este de Montreal. Limita al oeste con Montérégie, al norte con Centre-du-Québec, al noreste con Chaudière-Appalaches, al este con estado estadounidense de Maine y al sur con Nuevo Hampshire y Vermont. Estrie está incluida en los montes Apalaches, con los montes Gosford y Mégantic descendiendo hacia el noroeste. El monte Orford es una cumbre al suroeste. El territorio de la región corresponde a la alta cuenca hidrográfica del Saint-François a exception del MRC de Le Granit, en la parte superior de la cuenca del Chaudière. Los lagos Saint-François, Aylmer, Memphrémagog, Magog y Massawippi alimentan al Saint-François.

## Urbanismo

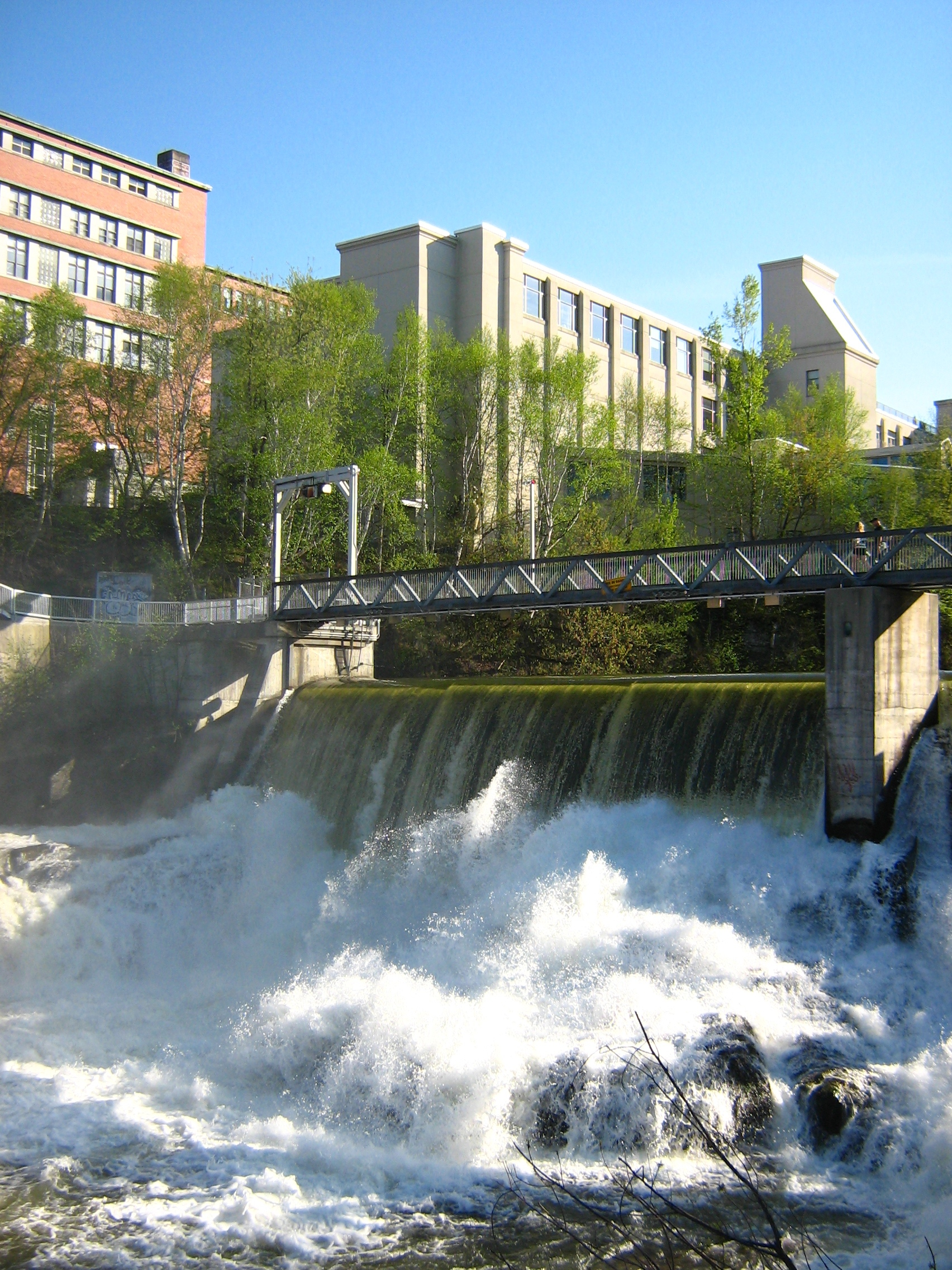
Río Magog y presa Abénaquis en Sherbrooke

La mayor parte de la región está cubierta de bosque y terreno agrícola. La estructura urbana es dominada por Sherbrooke. Magog, Lac-Mégantic y Coaticook son otros centros urbanos en la región. La autoroute des Cantons-de-l'Est ( A 10 ) une Sherbrooke a Montreal al oeste aunque la autoroute Transquébécoise ( A 55 ) une Vermont al sur a Sherbrooke y a Drummondville y Trois-Rivières al norte. La carretera nacional 155 une Shawinigan a La Tuque y Saguenay–Lac-Saint-Jean al norte. La  A 410  y la autoroute Louis-Bilodeau ( A 610 ) son autopistas locales en Sherbrooke. El chemin Ayer's Cliff ( QC 141 ) y el chemin des Cantons ( QC 147 ) son carreteras nacionales que pasan por Coaticook a partir de Magog y de Sherbrooke hacia Nuevo Hampshire. La carretera nacional  QC 112  une Granby en Montérégie a Magog, Sherbrooke y Chaudière-Appalaches. La route des Sommets ( QC 161 ) se dirige de Victoriaville al norte a Lac-Mégantic y Maine al sureste.

## Historia

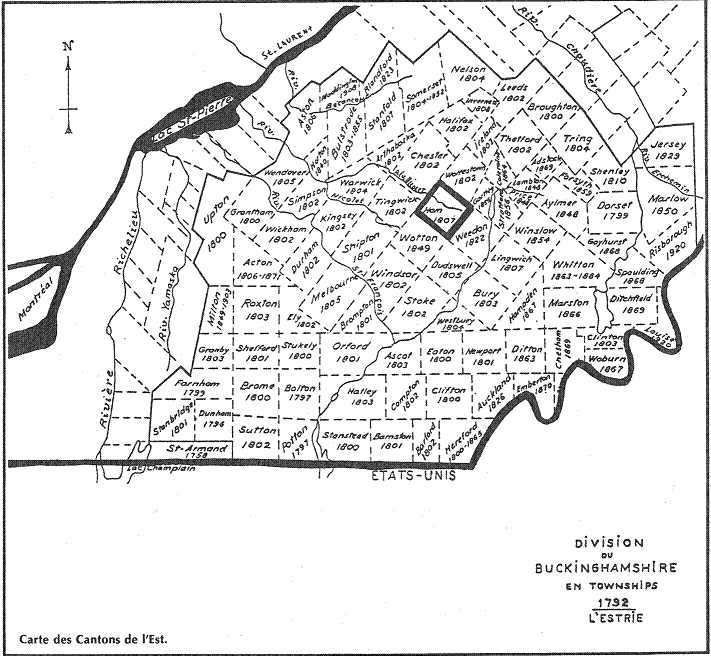
Cantones de Este (1792)

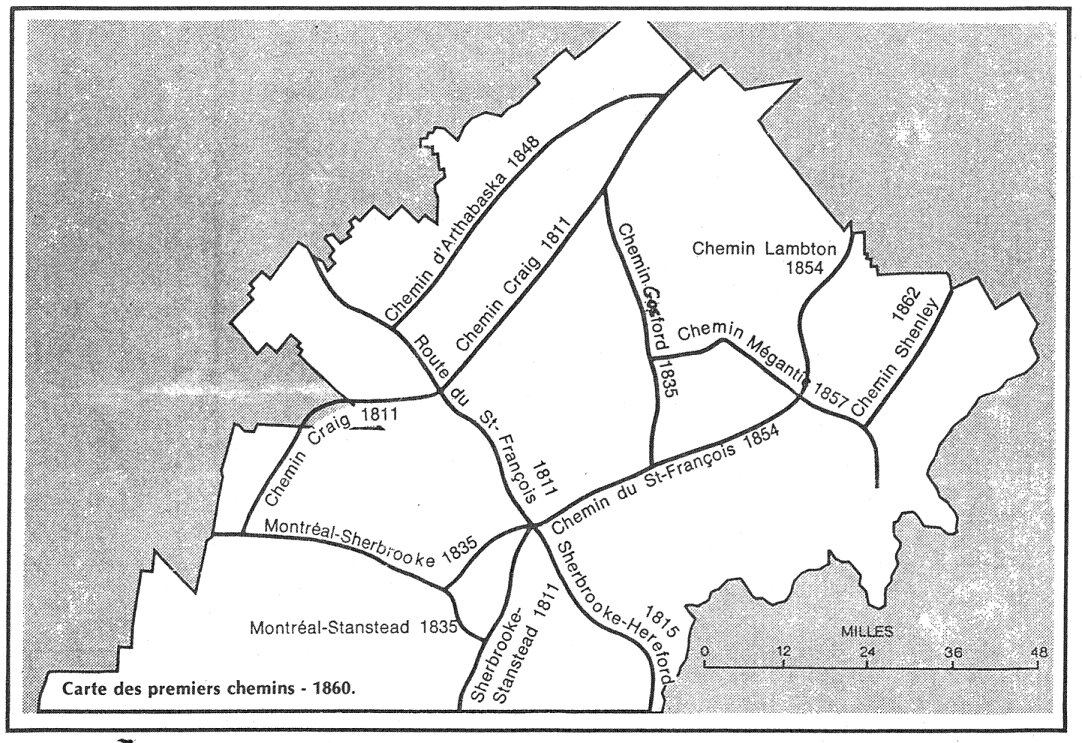
Caminos en Cantons de l'Est en 1860

En la segunda parte del siglo XVIII, el territorio al sureste de los señoríos del valle del San Lorenzo fue dividido en cantones. Lealistas originarios de los estados vicinos de Maine, de Nuevo Hampshire y de Vermont se establecieron en estos cantones al fin del siglo XVIII. La gran región de estos cantones al este del Richelieu hasta Beauce fue llamada Eastern Townships en inglés, en contraste con los Western Townships, el actual Ontario. En la mitad del siglo XIX, británicos y franco-canadienses vinieron habitar la región y desarrollaron la agricultura y la explotación forestal. Sherbrooke, ubicada en la confluenza del Saint-François y del Magog, al cruce de los redes viarios y ferroviarios, se volvió rápidamente el centro urbano y económico regional. Antoine Gérin-Lajoie empleó el término Cantons de l'Est una primera vez en 1858. La región histórica de Cantons-de-l'Est es más grande que la región administrativa de Estrie, incluyendo endemás los MRC actuales de La Haute-Yamaska, Brome-Missisquoi en Montérégie, Arthabaska en Centre-du-Québec, así como Les Appalaches en Chaudière-Appalaches. La región administrativa de Cantons-de-l'Est era entre las diez regiones iniciales creadas en 1966. En 1981, la región cambió su nombre para el de Estrie, toponimico creado en 1946 por Monseñor Maurice O'Bready y que significa región del este.

## Política

### Los Hauts-Cantons
(Coaticook, Le Haut-Saint-François et Le Granit). Los prefectos de los MRC de Coaticook y Le Granit son nombrados entre los alcaldes de los municipios del MRC, aunque el prefecto de Le Haut-Saint-François es elegido por sufragio universal

### La Région-de-Sherbrooke
(Ascot, Ascot Corner, Bromptonville, Deauville, Eaton, Hatley, Hatley Canton, North Hatley, Rock Forest, Saint-Denis-de-Brompton, Saint-Élie-D'Orford, Sherbrooke, Stoke, Waterville). El alcalde de la ciudad de Sherbrooke desempeña de oficio las funcciones de prefecto.

### Los Sommets
(Les Sources, Le Val-Saint-François et Memphrémagog). Los prefectos de los MRC de Memphrémagog, Les Sources y Le Val-Saint-François son nombrados entre los alcaldes de los municipios del MRC.

### El Val-des-Cerfs
(La Haute-Yamaska et Brome-Missisquoi) puede ser incluido en la región.

### Circunscripciones electorales
A nivel provincial; 
- Mégantic,
- Orford,
- Richmond,
- Saint-François,
- Sherbrooke y
- Beauce-Sud (parte).

A nivel federal; 
- Compton—Stanstead,
- Sherbrooke,
- Mégantic—L'Érable (parte),
- Richmond—Arthabaska (parte),
- Shefford (parte) y
- Brome-Missisquoi (parte).[7]

## Demografía
Según el censo de Canadá de 2011, Estrie contaba con 310 733 habitantes. La densidad de población estaba de 30,4 hab./km². Entre 2006 y 2011 hubo un aumento de 11 954 habitantes (4,0 %). En 2011, el número total de inmuebles particulares era de 156 970, de los cuales 137 870 estaban ocupados por residentes habituales, otros siendo en mayor parte residencias secundarias. La ciudad de Sherbrooke agrupa la mitad de la población de la región.
Evolución de la población total, 1986-2015

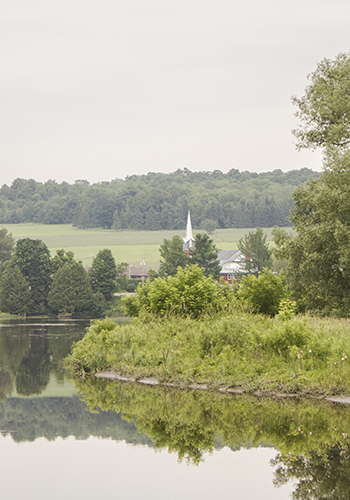
Martinville

- Tasa de natalidad: 9,9 ‰ (2005)
- Tasa de mortalidad: 7,8 ‰ (2005)

Fuente: Institut de la statistique du Québec

## Economía
La industria de fabricación es la base de la economía regional, incluyendo papel, mueble, textil, vestido, fundición, productos electrónicos, plástico, material de transporte, agroalimentario, amianto y cantera. Los paisajes y la proximidad de Montreal permitió al turismo que se vuelva una actividad importante, particularmente festivales de música, teatro de verano, esquí alpino y veraneo.
|                | Valor (M$) |
| Leche          | 179,6      |
| Porcinos       | 97,2       |
| Horticultura   | 72,9       |
| Bovinos        | 49,0       |
| Arce azucarero | 48,9       |
| Otros animales | 33,4       |
| Total          | 541,5      |

## Municipios regionales de condado
La región de Estrie está compuesto por 7 municipios regionales de condado (MRC) o territorios equivalentes (TE).  Hay 89 entidades locales, todos municipios.
MRC y TE de Estrie
| Código | MRC o TE (Antiguo nombre, entre paréntesis) | CM | Superficie total (km²) | Superficie (agua) (km²) | Superficie (tierra) (km²) | Población 2014 | Densidad (hab/km²) | Fecha de constitución | Prefecto | Mun. | ERI | TNO | Loc. | Sede            | Otros municipios más poblados    |
| ------ | ------------------------------------------- | -- | ---------------------- | ----------------------- | ------------------------- | -------------- | ------------------ | --------------------- | -------- | ---- | --- | --- | ---- | --------------- | -------------------------------- |
| 300    | Le Granit                                   |    | 2828                   | 97                      | 2731                      | 22 452         | 8,2                | 26.05.1982            | A        | 20   | -   | -   | 20   | Lac-Mégantic    |                                  |
| 400    | Les Sources (L'Or-Blanc, Asbestos)          |    | 792                    | 7                       | 785                       | 14 962         | 19,1               | 01.01.1982            | A        | 7    | -   | -   | 7    | Asbestos        | Danville                         |
| 410    | Le Haut-Saint-François                      |    | 2302                   | 31                      | 2271                      | 22 697         | 10,0               | 01.01.1982            | E        | 14   | -   | -   | 14   | Cookshire-Eaton | East Angus, Ascot Corner         |
| 420    | Le Val-Saint-François                       |    | 1426                   | 28                      | 1398                      | 30 353         | 21,7               | 26.05.1982            | A        | 18   | -   | -   | 18   | Richmond        | Windsor, Saint-Denis-de-Brompton |
| 430    | Sherbrooke (La Région Sherbrookoise)        |    | 366                    | 12                      | 354                       | 159 448        | 450,4              | 01.01.2002            | V        | 1    | -   | -   | 1    | Sherbrooke      |                                  |
| 440    | Coaticook                                   |    | 1350                   | 11                      | 1339                      | 19 063         | 14,2               | 01.01.1982            | A        | 12   | -   | -   | 12   | Coaticook       | Compton                          |
| 450    | Memphrémagog                                |    | 1444                   | 127                     | 1317                      | 50 305         | 38,2               | 01.01.1982            | A        | 17   | -   | -   | 17   | Magog           | Orford, Stanstead                |
| 05     | Estrie                                      |    | 10 508                 | 313                     | 10 195                    | 319 280        | 31,3               | .                     | ...      | 89   | -   | -   | 89   | Sherbrooke      | Magog, Coaticook                 |

Mun. : Número de municipios; ERI : Establecimiento o reserva india; TNO : Territorio no organizado; Loc.: Entidades locales.  Prefecto (Modo de nombramiento del prefecto) : A Para y entre los alcaldes de los municipios del MRC, E Elecciones generales, V Como el territorio equivalente es una ciudad, el alcalde es prefecto también.